# Juan María Fernández y Krohn
Juan María Fernández y Krohn (Figueres, 1948) is een voormalige Spaanse rooms-katholieke priester die wereldwijde bekendheid kreeg vanwege een fysieke aanval op Paus Johannes Paulus II in 1982.
Hij werd geboren in een overwegend Andalusische familie waarvan de familie van zijn moeders kant van Noorse afkomst is. In 1978 werd hij lid van de Priesterbroederschap Sint Pius X in Écône, Zwitserland. Hij beëindigde zijn loopbaan als priester na zijn protest tegen Paus Johannes Paulus II en de zwakke tegenstand van aartsbisschop Marcel Lefebvre.
Op 12 mei 1982 probeerde hij dezelfde paus in Fátima, Portugal, met een bajonet neer te steken. Of de paus daarbij gewond raakte, is niet bekend. Fernández y Krohn verklaarde tijdens zijn proces dat hij Paus Johannes Paulus II ervan verdacht een KGB-agent te zijn die in opdracht van de Sovjet-Unie de tegenstand in het Vaticaan moest stopzetten. Fernández y Krohn werd tot zes jaar celstraf veroordeeld vanwege poging tot moord. Na drie jaar kwam hij vrij.
Na zijn vrijlating, vertrok de ex-priester naar België waar hij een controversiële carrière als advocaat begon. Hij werd ervan beschuldigd de voorzitter van het Hof in Cassatie, Erik Carre, in het gezicht te hebben geslagen en antisemitische propaganda te verspreiden. In 1996 liet Fernández y Krohn weer van zich horen, toen hij beschuldigd werd van brandstichting in een kantoor van Herri Batasuna waarbij niemand gewond raakte. Hij werd vrijgesproken van alle klachten.
In 2000 sprong Fernández y Krohn over barricades bij het koninklijk paleis van België waar koning Albert II de Spaanse koning Juan Carlos I verwelkomde. Fernández y Krohn schreeuwde dat de Spaanse koning in 1956 zijn jonge broer Alfons van Spanje vermoordde. Vanwege deze ordeverstoring, werd Fernández y Krohn tot vier maanden cel veroordeeld.

## Beschuldigd van doodsbedreiging op koningin Fabiola
Rond mei 2010 kreeg het Belgische koninklijk echtpaar te maken met diverse doodsbedreigingen. In de brieven stond dat koningin Fabiola vermoord zou worden op een nationale feestdag. Aanvankelijk verdacht de Belgische Staatsveiligheid de Schot John B. en zijn vrouw van het schrijven van die brieven, maar op woensdag 23 maart 2011 werd Fernández y Krohn opgepakt, en werd er een huiszoeking gedaan. De politie had de link met zijn verleden gelegd, en verdachte informatie op zijn blog gevonden. Na zes uur werd hij vrijgelaten, zonder een inbeschuldigingstelling.